# Clavulinopsis fruticula
Clavulinopsis fruticula är en svampart som beskrevs av Corner 1950. Clavulinopsis fruticula ingår i släktet Clavulinopsis och familjen fingersvampar.   Inga underarter finns listade i Catalogue of Life.